# イオンテブラウシティショッピングセンター
イオンテブラウシティショッピングセンターは、東南アジアマレーシアジョホール州ジョホールバルのテブラウハイウェイ沿いに位置するイオンチャイナのショッピングセンターである。ジャスコテブラウシティ店を核に188の専門店が並ぶ。週末にはシンガポールからの来客も多い。将来的には磁気浮上式鉄道（モノレール）により中心業務地区と13分で結ばれる見込みである。

## テナント
- A&W
- ケンタッキーフライドチキン
- スターバックス
- ソニー
- ダンキンドーナツ
- ティンバーランド
- トイザらス
- ナイキ
- ノキア
- ピザハット
- ヤマハ
- 吉野家
- リーバイス